# Centrale de Mactaquac
La centrale de Mactaquac est une centrale hydroélectrique et un barrage d'Énergie NB situés sur le fleuve Saint-Jean, à Keswick Ridge, au Nouveau-Brunswick (Canada). La centrale, d'une puissance installée de 672 mégawatts, produit environ 20 % de l'électricité consommée au Nouveau-Brunswick.
Le barrage a été construit entre 1965 et 1968 dans un défilé du fleuve entre Kingsclear à l'ouest et Keswick Ridge à l'est. La structure qui forme une arche a été construite en remblai sur un noyau scellé à l'argile. Un déversoir en béton est situé à l'ouest, alors que la centrale électrique a été aménagée du côté est. Il est situé à une quinzaine de kilomètres en amont de la capitale provinciale, Fredericton.
Le barrage est également une voie de circulation d'importance régionale, puisqu'il permet d'enjamber le fleuve Saint-Jean et de relier les routes 102 et 105 de part et d'autre du cours d'eau.